# Иствју (Тенеси)
Иствју (енгл. Eastview) град је у америчкој савезној држави Тенеси.

## Демографија
По попису из 2010. године број становника је 705, што је 87 (14,1%) становника више него 2000. године.
| Група             | 2000.       | 2010.       |
| Белци             | 583 (94,3%) | 658 (93,3%) |
| Афроамериканци    | 22 (3,6%)   | 30 (4,3%)   |
| Азијати           | 0 (0,0%)    | 2 (0,3%)    |
| Хиспаноамериканци | 1 (0,2%)    | 9 (1,3%)    |
| Укупно            | 618         | 705         |